# Tanypus kraatzi
Tanypus kraatzi är en tvåvingeart som först beskrevs av Jean-Jacques Kieffer 1912.  Tanypus kraatzi ingår i släktet Tanypus och familjen fjädermyggor. Arten är reproducerande i Sverige. Inga underarter finns listade i Catalogue of Life.